# Tokyo Sports
Tokyo Sports (in der Originalsprache 東京スポーツ) ist eine auf Wrestling konzentrierte japanische Sport-Tageszeitung. Mit einer Auflage von etwa 2.230.000 ist sie nach Sports Illustrated die meistgedruckte Sportzeitung der Welt. Sie misst 406 × 545 mm. Vertreter der Sportzeitung ist Tachikawa Tsuneo. Die erste Ausgabe erschien am 1. April 1960.